# Pasrur
Pasrur es una localidad de Pakistán, en la provincia de Punyab.

## Demografía
Según estimación 2010 contaba con 60.240 habitantes.